# 엔조 에보세
엔조 자크 로돌프 에보세(프랑스어: Enzo Jacques Rodolphe Ebosse, 1999년 3월 11일 ~ )는 카메룬의 축구 선수이다. 포지션은 수비수이며, 현재 엘라스 베로나에서 뛰고 있다.